# Kenoyojayan
Kenoyojayan is een bestuurslaag in het regentschap Kebumen van de provincie Midden-Java, Indonesië. Kenoyojayan telt 1338 inwoners (volkstelling 2010).